# Crónica de un amor
Crónica de un amor es una telenovela colombiana escrita por Bernardo Romero Pereiro y dirigida por Luis Eduardo Gutiérrez. Duró 75 capítulos y fue realizada por RTI Televisión para el Canal Nacional entre 1969 y 1970. Sus protagonistas fueron Alí Humar y María Angélica Mallarino quien, por cierto, sería su primer trabajo televisivo como actriz.

## Argumento
La historia se desarrolla entre una pareja de jóvenes enamorados, pero separados por un conflicto familiar, en medio de una sociedad llena de prejuicios.

## Reparto
- Alí Humar
- María Angélica Mallarino ... Jimena
- Álvaro Ruíz
- Dora Cadavid
- Ana Mojica
- Camilo Medina
- Carmen de Lugo ... Rosario
- Karina
- Omar Sánchez
- Stephan Proaño

## Premios y nominaciones
| Premio        | Categoría                                | Nominada       | Resultado |
| ------------- | ---------------------------------------- | -------------- | --------- |
| Premios Ondra | Mejor Interpretación de Reparto Femenino | Carmen de Lugo | Ganadora  |